# أنتوني هيل
أنتوني هيل (14 يوليو 1901 - 25 أكتوبر 1986 بونشستر في المملكة المتحدة)  (بالإنجليزية: Anthony Hill)‏ هو لاعب كريكت بريطاني (وحمل سابقاً جنسية المملكة المتحدة لبريطانيا العظمى وأيرلندا). لعب مع نادي مقاطعة هامبشاير للكريكت ‏ ونادي مارليبون للكريكت ‏.

## وصلات خارجية
- أنتوني هيل على موقع إي آس بي آن كريك إنفو (الإنجليزية)